# Formule 1 in 1986
Het Formule 1-seizoen 1986 was het 37ste FIA Formula One World Championship seizoen. Het begon op 23 maart en eindigde op 26 oktober na zestien races.

## Kalender
De Grand Prix van Hongarije stond vond het eerst op de kalender van de Formule 1 en verving de Grand Prix van Nederland, die op zijn beurt pas in 2021 weer terugkeerde op de kalender.

De Grand Prix Mexico stond voor het eerst in 16 jaar weer op de kalender van de Formule 1.
| GP nr. | Ronde | Grand Prix                      | Circuit                      | Plaats               | Datum        |
| ------ | ----- | ------------------------------- | ---------------------------- | -------------------- | ------------ |
| 421    | 1     | GP van Brazilië                 | Circuit van Jacarepagua      | Rio de Janeiro       | 23 maart     |
| 422    | 2     | GP van Spanje                   | Circuito Permanente de Jerez | Jerez de la Frontera | 13 april     |
| 423    | 3     | GP van San Marino               | Autodromo Dino Ferrari       | Imola                | 27 april     |
| 424    | 4     | GP van Monaco                   | Circuit de Monaco            | Monte Carlo          | 11 mei       |
| 425    | 5     | GP van België                   | Circuit de Spa-Francorchamps | Stavelot             | 25 mei       |
| 426    | 6     | GP van Canada                   | Circuit Gilles Villeneuve    | Montreal (Quebec)    | 15 juni      |
| 427    | 7     | GP van de Verenigde Staten Oost | Stratencircuit Detroit       | Detroit (Michigan)   | 22 juni      |
| 428    | 8     | GP van Frankrijk                | Circuit Paul Ricard          | Le Castellet         | 6 juli       |
| 429    | 9     | GP van Groot-Brittannië         | Brands Hatch                 | West Kingsdown       | 13 juli      |
| 430    | 10    | GP van Duitsland                | Hockenheimring               | Hockenheim           | 27 juli      |
| 431    | 11    | GP van Hongarije                | Hungaroring                  | Mogyoród             | 10 augustus  |
| 432    | 12    | GP van Oostenrijk               | Österreichring               | Spielberg            | 17 augustus  |
| 433    | 13    | GP van Italië                   | Autodromo Nazionale Monza    | Monza                | 7 september  |
| 434    | 14    | GP van Portugal                 | Autódromo do Estoril         | Estoril              | 21 september |
| 435    | 15    | GP van Mexico                   | Autódromo Hermanos Rodríguez | Mexico-Stad          | 12 oktober   |
| 436    | 16    | GP van Australië                | Stratencircuit van Adelaide  | Adelaide             | 26 oktober   |

### Afgelast
- De Grand Prix van Argentinië, gepland als seizoensopener, werd afgelast vanwege problemen bij de organisatie, gebrek aan sponsors en het ontbreken van Argentijnse coureurs in het kampioenschap.[1]
- De Grand Prix van Japan werd afgelast omdat het aanpassen van het circuit in Suzuka te veel tijd in beslag zou nemen. Het zou nog een jaar duren voordat er een Grand Prix in Suzuka werd verreden.[2]
- De Grand Prix van Nederland werd afgelast omdat de Circuit Exploitatie Nederlandse Autorensport Vereniging (CENAV), de eigenaren van het circuit in Zandvoort, in zware financiële problemen was gekomen.[2] In 1987 ging CENAV daadwerkelijk failliet. Het zou tot 2021 duren voordat er weer een Formule 1-race in Nederland verreden zou worden.
- De Grand Prix van Zuid-Afrika ging niet door vanwege apartheid en omdat in 1985 al vele tv-stations de race niet uitzonden.[2] De Grand Prix van Australië schoof hierdoor twee weken naar voren op de kalender.

| Ronde | Grand Prix         | Circuit                                                                     | Plaats       | Originele datum |
| ----- | ------------------ | --------------------------------------------------------------------------- | ------------ | --------------- |
| 1     | GP van Argentinië  | Autódromo Municipal del Parque Almirante Brown de la Ciudad de Buenos Aires | Buenos Aires | 9 maart         |
| 3     | GP van Japan       | Circuit Suzuka                                                              | Suzuka       | 6 april         |
| 15    | GP van Nederland   | Circuit Park Zandvoort                                                      | Zandvoort    | 31 augustus     |
| 19    | GP van Zuid-Afrika | Kyalami Grand Prix Circuit                                                  | Midrand      | 26 oktober      |

## Resultaten en klassement

### Grands Prix
| Ronde | Grand Prix                      | Poleposition  | Snelste ronde  | Winnende coureur | Winnende constructeur | Banden | Verslag |
| ----- | ------------------------------- | ------------- | -------------- | ---------------- | --------------------- | ------ | ------- |
| 1     | GP van Brazilië                 | Ayrton Senna  | Nelson Piquet  | Nelson Piquet    | Williams-Honda        | G      | Verslag |
| 2     | GP van Spanje                   | Ayrton Senna  | Nigel Mansell  | Ayrton Senna     | Lotus-Renault         | G      | Verslag |
| 3     | GP van San Marino               | Ayrton Senna  | Nelson Piquet  | Alain Prost      | McLaren-TAG           | G      | Verslag |
| 4     | GP van Monaco                   | Alain Prost   | Alain Prost    | Alain Prost      | McLaren-TAG           | G      | Verslag |
| 5     | GP van België                   | Nelson Piquet | Alain Prost    | Nigel Mansell    | Williams-Honda        | G      | Verslag |
| 6     | GP van Canada                   | Nigel Mansell | Nelson Piquet  | Nigel Mansell    | Williams-Honda        | G      | Verslag |
| 7     | GP van de Verenigde Staten Oost | Ayrton Senna  | Nelson Piquet  | Ayrton Senna     | Lotus-Renault         | G      | Verslag |
| 8     | GP van Frankrijk                | Ayrton Senna  | Nigel Mansell  | Nigel Mansell    | Williams-Honda        | G      | Verslag |
| 9     | GP van Groot-Brittannië         | Nelson Piquet | Nigel Mansell  | Nigel Mansell    | Williams-Honda        | G      | Verslag |
| 10    | GP van Duitsland                | Keke Rosberg  | Gerhard Berger | Nelson Piquet    | Williams-Honda        | G      | Verslag |
| 11    | GP van Hongarije                | Ayrton Senna  | Nelson Piquet  | Nelson Piquet    | Williams-Honda        | G      | Verslag |
| 12    | GP van Oostenrijk               | Teo Fabi      | Gerhard Berger | Alain Prost      | McLaren-TAG           | G      | Verslag |
| 13    | GP van Italië                   | Teo Fabi      | Teo Fabi       | Nelson Piquet    | Williams-Honda        | G      | Verslag |
| 14    | GP van Portugal                 | Ayrton Senna  | Nigel Mansell  | Nigel Mansell    | Williams-Honda        | G      | Verslag |
| 15    | GP van Mexico                   | Ayrton Senna  | Nelson Piquet  | Gerhard Berger   | Benetton-BMW          | P      | Verslag |
| 16    | GP van Australië                | Nigel Mansell | Nelson Piquet  | Alain Prost      | McLaren-TAG           | G      | Verslag |

### Puntentelling
Punten worden toegekend aan de top zes geklasseerde coureurs. 
| Positie | 01e0 | 02e0 | 03e0 | 04e0 | 05e0 | 06e0 |
| Punten  | 9    | 6    | 4    | 3    | 2    | 1    |

### Klassement bij de coureurs
De elf beste resultaten van alle wedstrijden tellen mee voor de eindstand. Bij "Punten" staan de getelde kampioenschapspunten gevolgd door de totaal behaalde punten tussen haakjes.
| Pos. | Nr.              | Coureur            | Constructeur                 | Grands Prix | Grands Prix | Grands Prix | Grands Prix | Grands Prix | Grands Prix | Grands Prix | Grands Prix | Grands Prix | Grands Prix | Grands Prix | Grands Prix | Grands Prix | Grands Prix | Grands Prix | Grands Prix | Punten  |
| Pos. | Nr.              | Coureur            | Constructeur                 | BRA         | SPA         | SMR         | MON         | BEL         | CAN         | VSO         | FRA         | GBR         | DUI         | HON         | OOS         | ITA         | POR         | MEX         | AUS         | Punten  |
| ---- | ---------------- | ------------------ | ---------------------------- | ----------- | ----------- | ----------- | ----------- | ----------- | ----------- | ----------- | ----------- | ----------- | ----------- | ----------- | ----------- | ----------- | ----------- | ----------- | ----------- | ------- |
| 1    | 1                | Alain Prost        | McLaren-TAG                  | DNF         | 3           | 1           | 1PS0        | (6)†S       | 2           | 3           | 2           | 3           | (6)         | DNF         | 1           | DSQ         | 2           | 2           | 1           | 72 (74) |
| 2    | 5                | Nigel Mansell      | Williams-Honda               | DNF         | 2S          | DNF         | 4           | 1           | 1P          | 5           | 1S          | 1S          | 3           | 3           | DNF         | 2           | 1S          | (5)         | DNFP        | 70 (72) |
| 3    | 6                | Nelson Piquet      | Williams-Honda               | 1S          | DNF         | 2S          | 7           | DNFP        | 3S          | DNFS        | 3           | 2P          | 1           | 1S          | DNF         | 1           | 3           | 4S          | 2S          | 69      |
| 4    | 12               | Ayrton Senna       | Lotus-Renault                | 2P          | 1P          | DNFP        | 3           | 2           | 5           | 1P          | DNFP        | DNF         | 2           | 2P          | DNF         | DNF         | 4†P         | 3P          | DNF         | 55      |
| 5    | 28               | Stefan Johansson   | Ferrari                      | DNF         | DNF         | 4           | 10          | 3           | DNF         | DNF         | DNF         | DNF         | 11†         | 4           | 3           | 3           | 6           | 12†         | 3           | 23      |
| 6    | 2                | Keke Rosberg       | McLaren-TAG                  | DNF         | 4           | 5           | 2           | DNF         | 4           | DNF         | 4           | DNF         | 5†P         | DNF         | 9†          | 4           | DNF         | DNF         | DNF         | 22      |
| 7    | 20               | Gerhard Berger     | Benetton-BMW                 | 6           | 6           | 3           | DNF         | 10          | DNF         | DNF         | DNF         | DNF         | 10S         | DNF         | 7S          | 5           | DNF         | 1           | DNF         | 17      |
| 8    | 26               | Jacques Laffite    | Ligier-Renault               | 3           | DNF         | DNF         | 6           | 5           | 7           | 2           | 6           | DNF         |             |             |             |             |             |             |             | 14      |
| 9    | 27               | Michele Alboreto   | Ferrari                      | DNF         | DNF         | 10†         | DNF         | 4           | 8           | 4           | 8           | DNF         | DNF         | DNF         | 2           | DNF         | 5           | DNF         | DNF         | 14      |
| 10   | 25               | René Arnoux        | Ligier-Renault               | 4           | DNF         | DNF         | 5           | DNF         | 6           | DNF         | 5           | 4           | 4           | DNF         | 10          | DNF         | 7           | 15†         | 7           | 14      |
| 11   | 3                | Martin Brundle     | Tyrrell-Renault              | 5           | DNF         | 8           | DNF         | DNF         | 9           | DNF         | 10          | 5           | DNF         | 6           | DNF         | 10          | DNF         | 11          | 4           | 8       |
| 12   | 15               | Alan Jones         | Lola-Hart Lola-Ford          | DNF         | DNF         | DNF         | DNF         | 11†         | 10          | DNF         | DNF         | DNF         | 9           | DNF         | 4           | 6           | DNF         | DNF         | DNF         | 4       |
| 13   | 11               | Johnny Dumfries    | Lotus-Renault                | 9           | DNF         | DNF         | DNQ         | DNF         | DNF         | 7           | DNF         | 7           | DNF         | 5           | DNF         | DNF         | 9           | DNF         | 6           | 3       |
| 14   | 4                | Philippe Streiff   | Tyrrell-Renault              | 7           | DNF         | DNF         | 11          | 12          | 11          | 9           | DNF         | 6           | DNF         | 8           | DNF         | 9           | DNF         | DNF         | 5†          | 3       |
| 15   | 16               | Patrick Tambay     | Lola-Hart Lola-Ford          | DNF         | 8           | DNF         | DNF         | DNF         | DNS         |             | DNF         | DNF         | 8           | 7           | 5           | DNF         | NC          | DNF         | NC          | 2       |
| 16   | 19               | Teo Fabi           | Benetton-BMW                 | 10          | 5           | DNF         | DNF         | 7           | DNF         | DNF         | DNF         | DNF         | DNF         | DNF         | DNFP        | DNFPS0      | 8           | DNF         | 10          | 2       |
| 17   | 7                | Riccardo Patrese   | Brabham-BMW                  | DNF         | DNF         | 6†          | DNF         | 8           | DNF         | 6           | 7           | DNF         | DNF         | DNF         | DNF         | DNF         | DNF         | 13†         | DNF         | 2       |
| 18   | 22 (6x) 17 (10x) | Christian Danner   | Osella-Alfa Romeo Arrows-BMW | DNF         | DNF         | DNF         | DNQ         | DNF         | DNF         | DNF         | 11          | DNF         | DNF         | DNF         | 6           | 8           | 11          | 9           | DNF         | 1       |
| 19   | 26               | Philippe Alliot    | Ligier-Renault               |             |             |             |             |             |             |             |             |             | DNF         | 9           | DNF         | DNF         | DNF         | 6           | 8           | 1       |
| 20   | 18               | Thierry Boutsen    | Arrows-BMW                   | DNF         | 7           | 7           | 8           | DNF         | DNF         | DNF         | NC          | NC          | DNF         | DNF         | DNF         | 7           | 10          | 7           | DNF         | 0       |
| 21   | 8                | Derek Warwick      | Brabham-BMW                  |             |             |             |             |             | DNF         | 10          | 9           | 8           | 7           | DNF         | DNS         | DNF         | DNF         | DNF         | DNF         | 0       |
| 22   | 14               | Jonathan Palmer    | Zakspeed                     | DNF         | DNF         | DNF         | 12          | 13          | DNF         | 8           | DNF         | 9           | DNF         | 10          | DNF         | DNF         | 12          | 10†         | 9           | 0       |
| 23   | 29               | Huub Rothengatter  | Zakspeed                     |             |             | DNF         | DNQ         | DNF         | 12          | DNS         | DNF         | DNF         | DNF         | DNF         | 8           | DNF         | DNF         | DNS         | DNF         | 0       |
| 24   | 23               | Andrea de Cesaris  | Minardi-Motori Moderni       | DNF         | DNF         | DNF         | DNQ         | DNF         | DNF         | DNF         | DNF         | DNF         | DNF         | DNF         | DNF         | DNF         | DNF         | 8           | DNF         | 0       |
| 25   | 8                | Elio de Angelis    | Brabham-BMW                  | 8           | DNF         | DNF         | DNF         |             |             |             |             |             |             |             |             |             |             |             |             | 0       |
| 26   | 17               | Marc Surer         | Arrows-BMW                   | DNF         | DNF         | 9           | 9           | 9           |             |             |             |             |             |             |             |             |             |             |             | 0       |
| 27   | 21               | Piercarlo Ghinzani | Osella-Alfa Romeo            | DNF         | DNF         | DNF         | DNQ         | DNF         | DNF         | DNF         | DNF         | DNF         | DNF         | DNF         | 11          | DNF         | DNF         | DNF         | DNF         | 0       |
| 28   | 22               | Allen Berg         | Osella-Alfa Romeo            |             |             |             |             |             |             | DNF         | DNF         | DNF         | 12          | DNF         | DNF         |             | 13          | 16          | NC          | 0       |
| 29   | 24               | Alessandro Nannini | Minardi-Motori Moderni       | DNF         | DNF         | DNF         | DNQ         | DNF         | DNF         | DNF         | DNF         | DNF         | DNF         | DNF         | DNF         | DNF         | NC          | 14          | DNF         | 0       |
| —    | 22               | Alex Caffi         | Osella-Alfa Romeo            |             |             |             |             |             |             |             |             |             |             |             |             | NC          |             |             |             | 0       |
| —    | 31               | Ivan Capelli       | AGS-Motori Moderni           |             |             |             |             |             |             |             |             |             |             |             |             | DNF         | DNF         |             |             | 0       |
| —    | 16               | Eddie Cheever      | Lola-Ford                    |             |             |             |             |             |             | DNF         |             |             |             |             |             |             |             |             |             | 0       |
| Pos. | Nr.              | Coureur            | Constructeur                 | BRA         | SPA         | SMR         | MON         | BEL         | CAN         | VSO         | FRA         | GBR         | DUI         | HON         | OOS         | ITA         | POR         | MEX         | AUS         | Punten  |
| Pos. | Nr.              | Coureur            | Constructeur                 | Grands Prix |             |             |             |             |             |             |             |             |             |             |             |             |             |             |             | Punten  |

| Resultaat                       |
| ------------------------------- |
| Winnaar                         |
| Tweede plaats                   |
| Derde plaats                    |
| Gefinisht (punten behaald)      |
| Gefinisht (geen punten behaald) |
| Niet geklasseerd (NC)           |
| Uitgevallen (DNF)               |
| Niet gekwalificeerd (DNQ)       |
| Gediskwalificeerd (DSQ)         |
| Niet gestart (DNS)              |
| Gewond (INJ)                    |
| Uitgesloten (EX)                |
| Teruggetrokken (WD)             |
| Niet deelgenomen (blanco cel)   |
| P Pole position                 |
| S Snelste ronde                 |

† — Coureur is niet gefinisht in de GP, maar heeft wel 90% van de race-afstand afgelegd, waardoor hij als geklasseerd genoteerd staat.

### Klassement bij de constructeurs
Alle behaalde coureurspunten tellen mee voor het constructeurskampioenschap.
| Pos. | Constructeur           | Nr. | Grands Prix | Grands Prix | Grands Prix | Grands Prix | Grands Prix | Grands Prix | Grands Prix | Grands Prix | Grands Prix | Grands Prix | Grands Prix | Grands Prix | Grands Prix | Grands Prix | Grands Prix | Grands Prix | Punten |
| Pos. | Constructeur           | Nr. | BRA         | SPA         | SMR         | MON         | BEL         | CAN         | VSO         | FRA         | GBR         | DUI         | HON         | OOS         | ITA         | POR         | MEX         | AUS         | Punten |
| ---- | ---------------------- | --- | ----------- | ----------- | ----------- | ----------- | ----------- | ----------- | ----------- | ----------- | ----------- | ----------- | ----------- | ----------- | ----------- | ----------- | ----------- | ----------- | ------ |
| 1    | Williams-Honda         | 5   | DNF         | 2S          | DNF         | 4           | 1           | 1P          | 5           | 1S          | 1S          | 3           | 3           | DNF         | 2           | 1S          | (5)         | DNFP        | 141    |
| 1    | Williams-Honda         | 6   | 1S          | DNF         | 2S          | 7           | DNFP        | 3S          | DNFS        | 3           | 2P          | 1           | 1S          | DNF         | 1           | 3           | 4S          | 2S          | 141    |
| 2    | McLaren-TAG            | 1   | DNF         | 3           | 1           | 1PS0        | (6)†S       | 2           | 3           | 2           | 3           | (6)         | DNF         | 1           | DSQ         | 2           | 2           | 1           | 96     |
| 2    | McLaren-TAG            | 2   | DNF         | 4           | 5           | 2           | DNF         | 4           | DNF         | 4           | DNF         | 5†P         | DNF         | 9†          | 4           | DNF         | DNF         | DNF         | 96     |
| 3    | Lotus-Renault          | 11  | 9           | DNF         | DNF         | DNQ         | DNF         | DNF         | 7           | DNF         | 7           | DNF         | 5           | DNF         | DNF         | 9           | DNF         | 6           | 58     |
| 3    | Lotus-Renault          | 12  | 2P          | 1P          | DNFP        | 3           | 2           | 5           | 1P          | DNFP        | DNF         | 2           | 2P          | DNF         | DNF         | 4†P         | 3P          | DNF         | 58     |
| 4    | Ferrari                | 27  | DNF         | DNF         | 10†         | DNF         | 4           | 8           | 4           | 8           | DNF         | DNF         | DNF         | 2           | DNF         | 5           | DNF         | DNF         | 37     |
| 4    | Ferrari                | 28  | DNF         | DNF         | 4           | 10          | 3           | DNF         | DNF         | DNF         | DNF         | 11†         | 4           | 3           | 3           | 6           | 12†         | 3           | 37     |
| 5    | Ligier-Renault         | 25  | 4           | DNF         | DNF         | 5           | DNF         | 6           | DNF         | 5           | 4           | 4           | DNF         | 10          | DNF         | 7           | 15†         | 7           | 29     |
| 5    | Ligier-Renault         | 26  | 3           | DNF         | DNF         | 6           | 5           | 7           | 2           | 6           | DNF         | DNF         | 9           | DNF         | DNF         | DNF         | 6           | 8           | 29     |
| 6    | Benetton-BMW           | 19  | 10          | 5           | DNF         | DNF         | 7           | DNF         | DNF         | DNF         | DNF         | DNF         | DNF         | DNFP        | DNFPS0      | 8           | DNF         | 10          | 19     |
| 6    | Benetton-BMW           | 20  | 6           | 6           | 3           | DNF         | 10          | DNF         | DNF         | DNF         | DNF         | 10S         | DNF         | 7S          | 5           | DNF         | 1           | DNF         | 19     |
| 7    | Tyrrell-Renault        | 3   | 5           | DNF         | 8           | DNF         | DNF         | 9           | DNF         | 10          | 5           | DNF         | 6           | DNF         | 10          | DNF         | 11          | 4           | 11     |
| 7    | Tyrrell-Renault        | 4   | 7           | DNF         | DNF         | 11          | 12          | 11          | 9           | DNF         | 6           | DNF         | 8           | DNF         | 9           | DNF         | DNF         | 5†          | 11     |
| 8    | Lola--Ford             | 15  |             |             | DNF         | DNF         | 11†         | 10          | DNF         | DNF         | DNF         | 9           | DNF         | 4           | 6           | DNF         | DNF         | DNF         | 6      |
| 8    | Lola--Ford             | 16  |             |             |             | DNF         | DNF         | DNS         | DNF         | DNF         | DNF         | 8           | 7           | 5           | DNF         | NC          | DNF         | NC          | 6      |
| 9    | Brabham-BMW            | 7   | DNF         | DNF         | 6†          | DNF         | 8           | DNF         | 6           | 7           | DNF         | DNF         | DNF         | DNF         | DNF         | DNF         | 13†         | DNF         | 2      |
| 9    | Brabham-BMW            | 8   | 8           | DNF         | DNF         | DNF         |             | DNF         | 10          | 9           | 8           | 7           | DNF         | DNS         | DNF         | DNF         | DNF         | DNF         | 2      |
| 10   | Arrows-BMW             | 17  | DNF         | DNF         | 9           | 9           | 9           |             | DNF         | 11          | DNF         | DNF         | DNF         | 6           | 8           | 11          | 9           | DNF         | 1      |
| 10   | Arrows-BMW             | 18  | DNF         | 7           | 7           | 8           | DNF         | DNF         | DNF         | NC          | NC          | DNF         | DNF         | DNF         | 7           | 10          | 7           | DNF         | 1      |
| 11   | Zakspeed               | 14  | DNF         | DNF         | DNF         | 12          | 13          | DNF         | 8           | DNF         | 9           | DNF         | 10          | DNF         | DNF         | 12          | 10†         | 9           | 0      |
| 11   | Zakspeed               | 29  |             |             | DNF         | DNQ         | DNF         | 12          | DNS         | DNF         | DNF         | DNF         | DNF         | 8           | DNF         | DNF         | DNS         | DNF         | 0      |
| 12   | Minardi-Motori Moderni | 23  | DNF         | DNF         | DNF         | DNQ         | DNF         | DNF         | DNF         | DNF         | DNF         | DNF         | DNF         | DNF         | DNF         | DNF         | 8           | DNF         | 0      |
| 12   | Minardi-Motori Moderni | 24  | DNF         | DNF         | DNF         | DNQ         | DNF         | DNF         | DNF         | DNF         | DNF         | DNF         | DNF         | DNF         | DNF         | NC          | 14          | DNF         | 0      |
| 13   | Lola-Hart              | 15  | DNF         | DNF         |             |             |             |             |             |             |             |             |             |             |             |             |             |             | 0      |
| 13   | Lola-Hart              | 16  | DNF         | 8           | DNF         |             |             |             |             |             |             |             |             |             |             |             |             |             | 0      |
| 14   | Osella-Alfa Romeo      | 21  | DNF         | DNF         | DNF         | DNQ         | DNF         | DNF         | DNF         | DNF         | DNF         | DNF         | DNF         | 11          | DNF         | DNF         | DNF         | DNF         | 0      |
| 14   | Osella-Alfa Romeo      | 22  | DNF         | DNF         | DNF         | DNQ         | DNF         | DNF         | DNF         | DNF         | DNF         | 12          | DNF         | DNF         | NC          | 13          | 16          | NC          | 0      |
| −    | AGS-Motori Moderni     | 31  |             |             |             |             |             |             |             |             |             |             |             |             | DNF         | DNF         |             |             | 0      |
| Pos. | Constructeur           | Nr. | BRA         | SPA         | SMR         | MON         | BEL         | CAN         | VSO         | FRA         | GBR         | DUI         | HON         | OOS         | ITA         | POR         | MEX         | AUS         | Punten |
| Pos. | Constructeur           | Nr. | Grands Prix |             |             |             |             |             |             |             |             |             |             |             |             |             |             |             | Punten |

| Resultaat                       |
| ------------------------------- |
| Winnaar                         |
| Tweede plaats                   |
| Derde plaats                    |
| Gefinisht (punten behaald)      |
| Gefinisht (geen punten behaald) |
| Niet geklasseerd (NC)           |
| Uitgevallen (DNF)               |
| Niet gekwalificeerd (DNQ)       |
| Gediskwalificeerd (DSQ)         |
| Niet gestart (DNS)              |
| Gewond (INJ)                    |
| Uitgesloten (EX)                |
| Teruggetrokken (WD)             |
| Niet deelgenomen (blanco cel)   |
| P Pole position                 |
| S Snelste ronde                 |

† — Coureur is niet gefinisht in de GP, maar heeft wel 90% van de race-afstand afgelegd, waardoor hij als geklasseerd genoteerd staat.
1950 · 1951 · 1952 · 1953 · 1954 · 1955 · 1956 · 1957 · 1958 · 1959 · 1960 · 1961 · 1962 · 1963 · 1964 · 1965 · 1966 · 1967 · 1968 · 1969 · 1970 · 1971 · 1972 · 1973 · 1974 · 1975 · 1976 · 1977 · 1978 · 1979 · 1980 · 1981 · 1982 · 1983 · 1984 · 1985 · 1986 · 1987 · 1988 · 1989 · 1990 · 1991 · 1992 · 1993 · 1994 · 1995 · 1996 · 1997 · 1998 · 1999 · 2000 · 2001 · 2002 · 2003 · 2004 · 2005 · 2006 · 2007 · 2008 · 2009 · 2010 · 2011 · 2012 · 2013 · 2014 · 2015 · 2016 · 2017 · 2018 · 2019 · 2020 · 2021 · 2022 · 2023 · 2024 · 2025 · 2026 
 Lijst van Formule 1 Grand Prix-wedstrijden